# Parcul Central din Cluj-Napoca

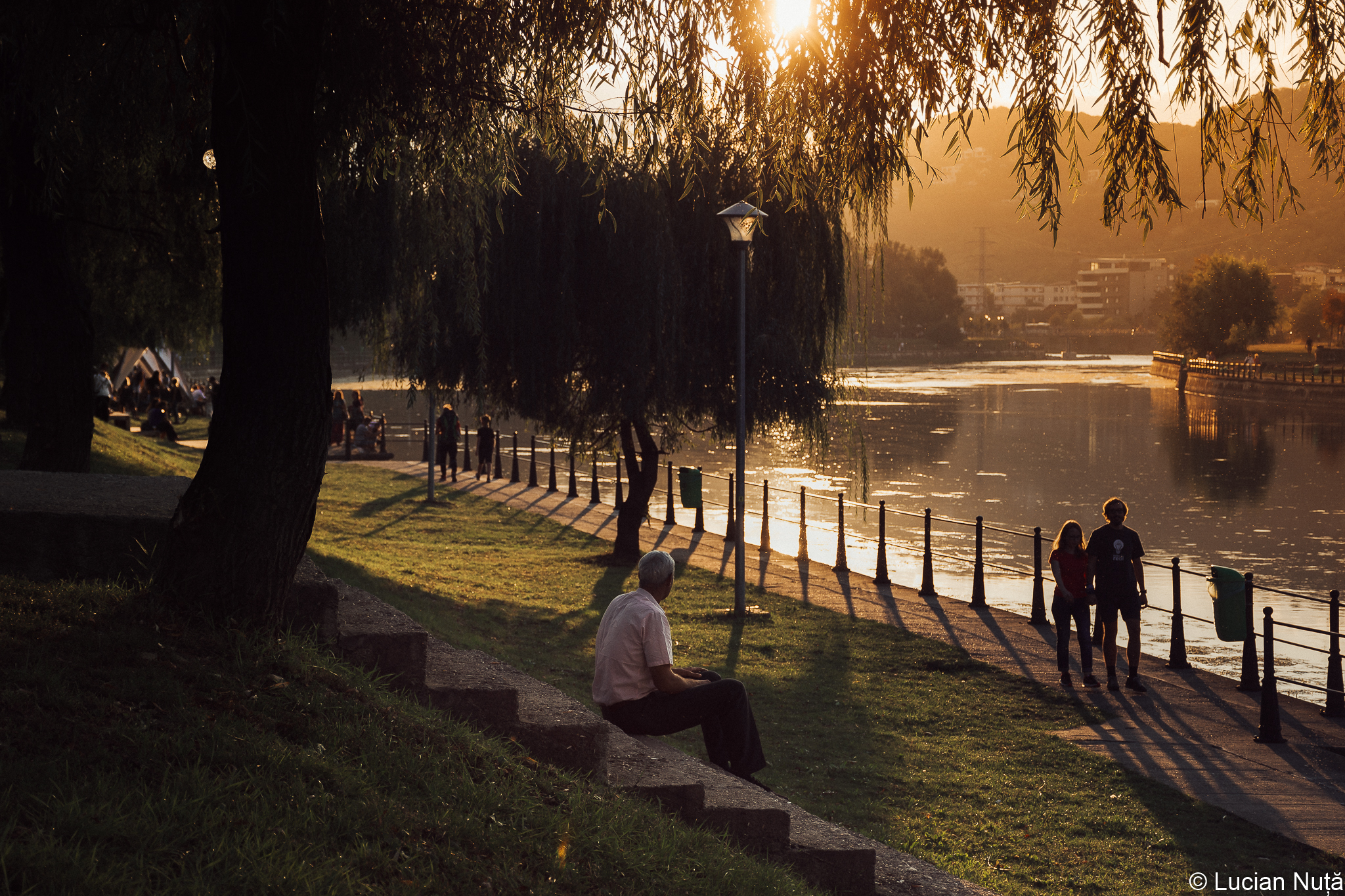
Parcul Central

Parcul Central "Simion Bărnuțiu", colocvial Parcul Mare, în maghiară Sétatér, cu o vechime de peste 180 de ani, este unul dintre principalele spații verzi din zona centrală a municipiului Cluj-Napoca. Parcul este delimitat de Cluj Arena la vest, Teatrul Maghiar de Stat la est, râul Someșul Mic la nord, respectiv strada Iuliu Hossu (fostă Pavlov) la sud.
Este înscris pe lista monumentelor istorice din județul Cluj, elaborată de Ministerul Culturii si Patrimoniului Național din România în anul 2010 (cod LMI CJ-II-s-B-07243).

## Istoric
Încă de la începutul secolului al XIX-lea locația actualului parc a devenit un loc de întâlnire preferat de locuitorii orașului din clasa de mijloc. Primele încercări de a transfoma locul într-un parc public însă nu s-au bucurat de sprijinul material și moral al familiilor nobiliare clujene, ele deținând grădini ornamentale proporii.
Istoria parcului începe în anul 1827, când organizația Asociația de Binefacere a Femeilor (Jóltevő Asszonyi Egyesület),  sub conducerea președintei Jósika Józsefné, a închiriat terenul pe atunci neamenajat, cu scopul de a înființa un loc de recreație. La data de 1 mai 1838 a luat ființă Comisia Orășenească pentru Parc care a preluat activitatea de la Asociația de Binefacere a Femeilor. Parcul a fost deschis publicului la începutul anilor 1830, având inițial numele de Népkert (Grădina Populară). 
De la 15 septembrie 1860 îngrijirea parcului a fost preluată de Comisia Parc având ca președinte pe contele Imre Mikó. În 1862 a fost înființat Corul Tinerilor Comercianți din Cluj (Kolozsvári Kereskedelmi Ifjak Dalárdája), care sub conducerea dirijorului de operă Béla Stöger cânta seara pe malul lacului din parc.

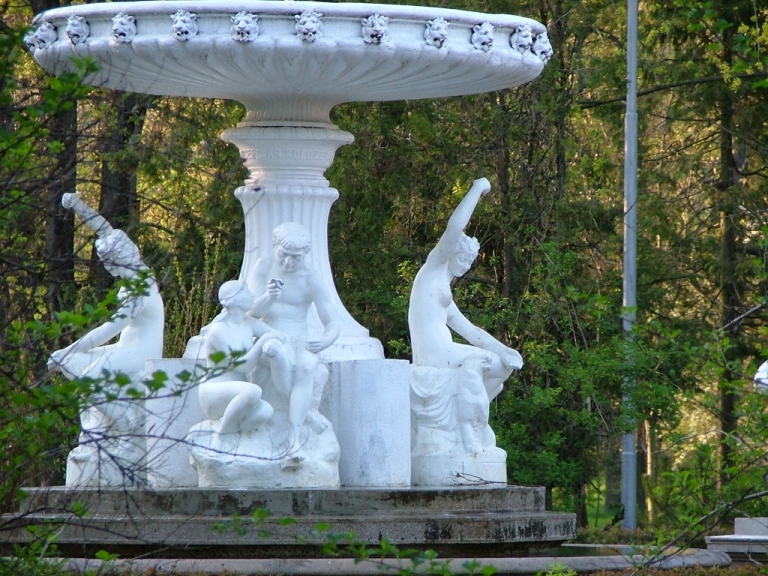
Parcul Central

La 2 septembrie 1865 a luat ființă Asociația Parcului (Sétatér-Egylet) care preluase îngrijirea parcului, a organizat aleele, a săpat lacul și a construit pavilionul de muzică. În 1871 Asociația de Patinaj a închiriat lacul din parc și în 1877 a construit un pavilion de lemn pe insula din mijloc. 
La 14 iunie 1874 a fost deschis ca parte a parcului Teatrul de Vară, construit după planurile arhitectului Henrik Zimmermann. Clădirea e astăzi sediul Teatrului Maghiar de Stat. Între 1896–1897 s-a construit pavilionul de patinaj și chioșcul, ambele proiectate de arhitectul clujean Lajos Pákey.
Școala superioară pentru fete De Gerando, numită după prima directoare, Antonina De Gerando, a primit o clădire nouă lângă parc în anul 1900, proiectată de către arhitectul Ignác Alpár. Ulterior clădirea a fost sediul Universității Bolyai din Cluj. În prezent adăpostește Facultatea de Chimie. 
În toamna anului 1912 Jenő Janovics, directorul Teatrului Național, a deschis un cinematograf în clădirea Teatrului de Vară din Parcul Central.
În parc se află statuile unor personalități, precum Antonin Ciolan, George Coșbuc, Liviu Rebreanu, Octavian Goga, Sigismund Toduță, ridicate după 1960, iar mai recent, compozitorul, baritonul și regizorul de operă român Nicolae Bretan.
În 2011, în timpul mandatului primarului Sorin Apostu, au fost betonate aleile și au fost distruși mai mulți copaci seculari, ceea ce a stârnit nemulțumiri și proteste, inclusiv din partea unor specialiști în arboricultură.

## Galerie de imagini

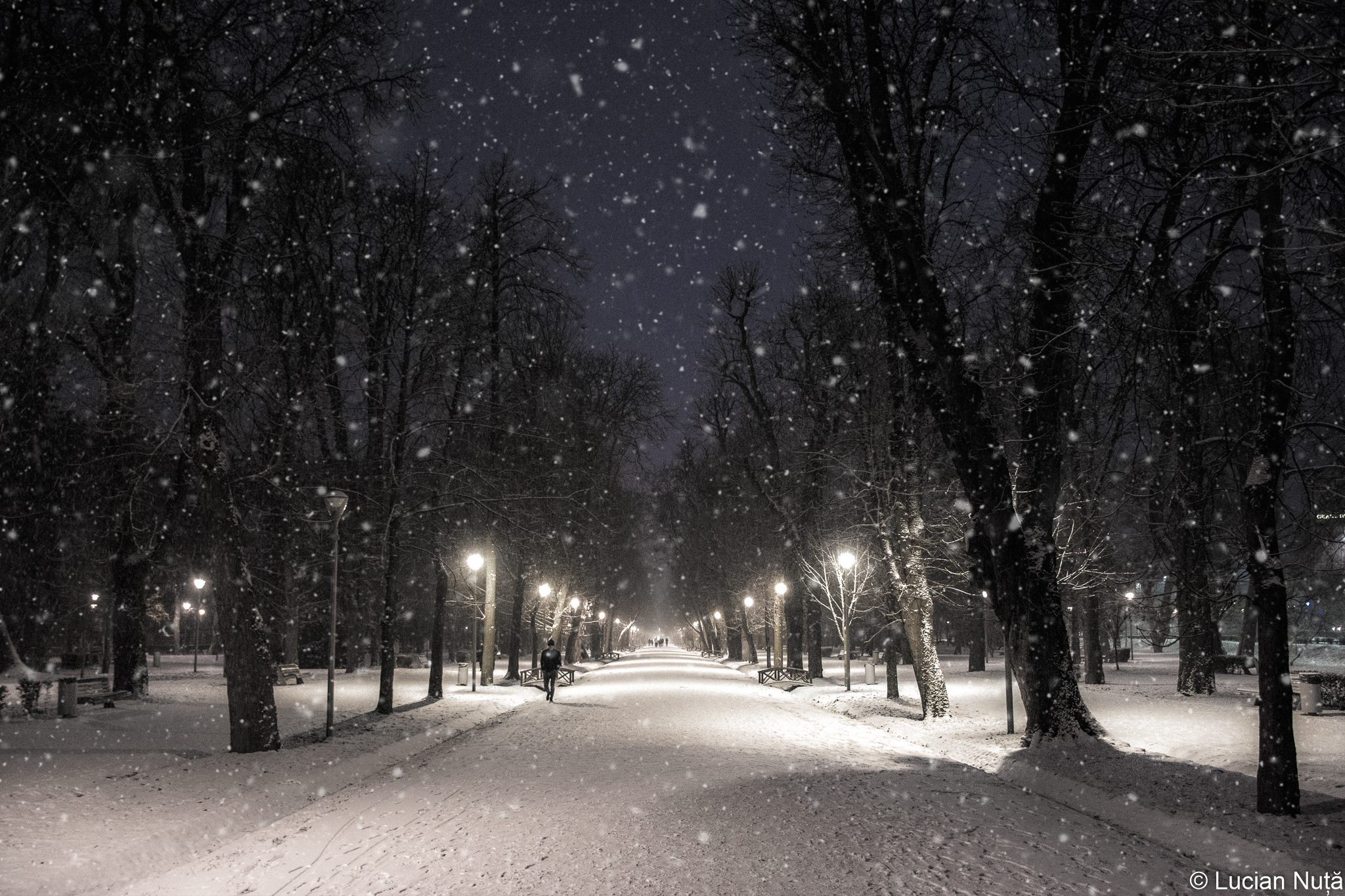
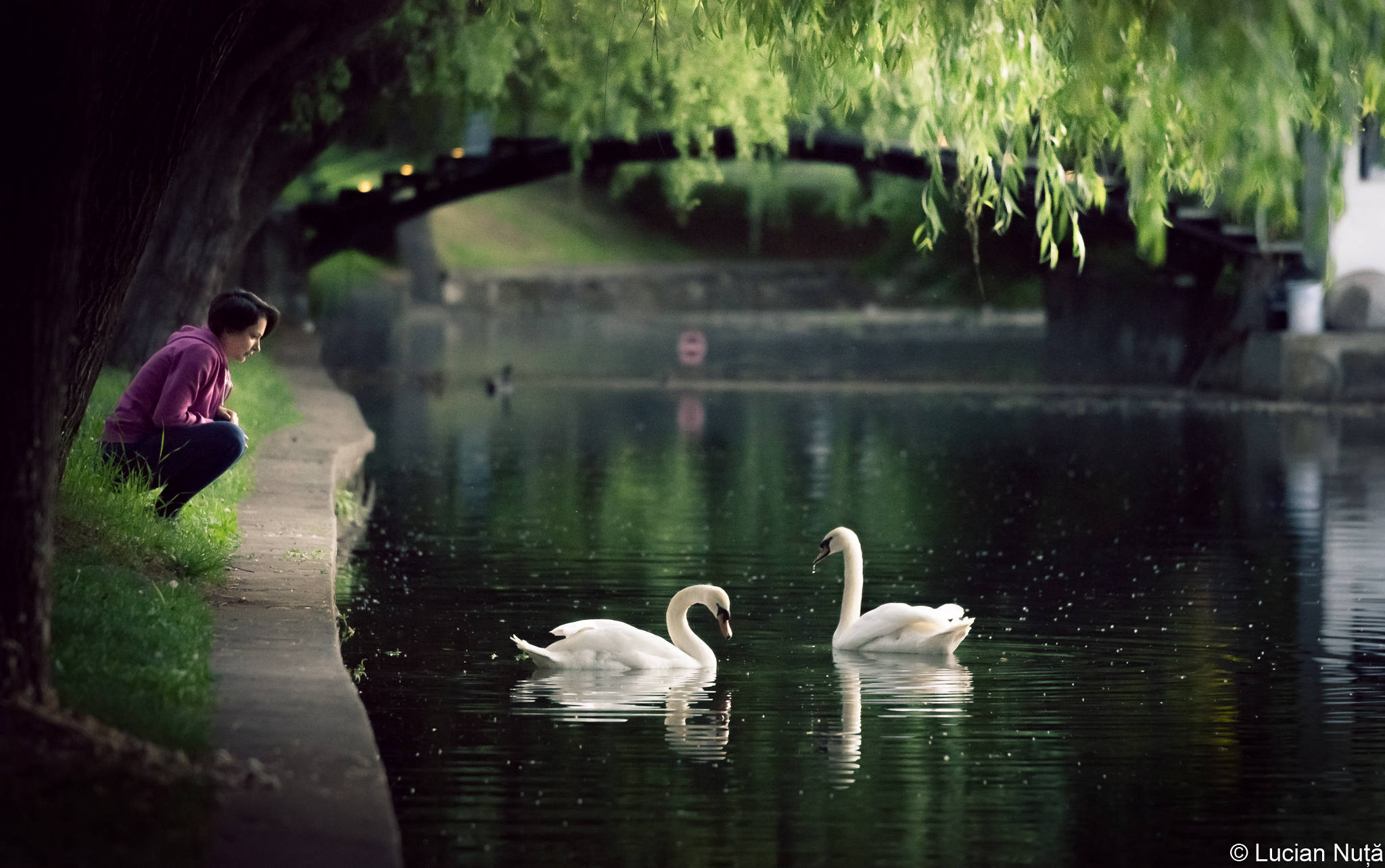
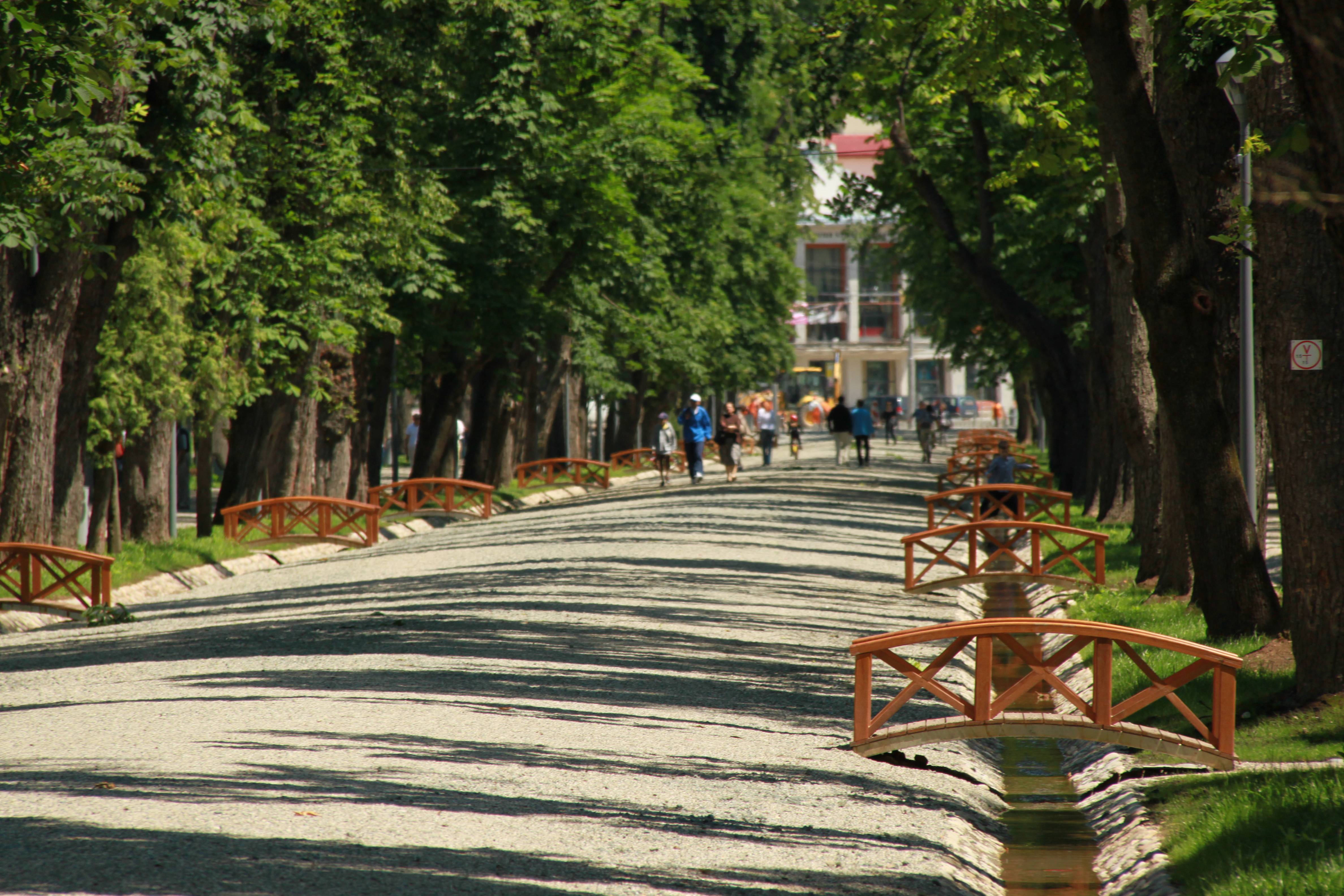
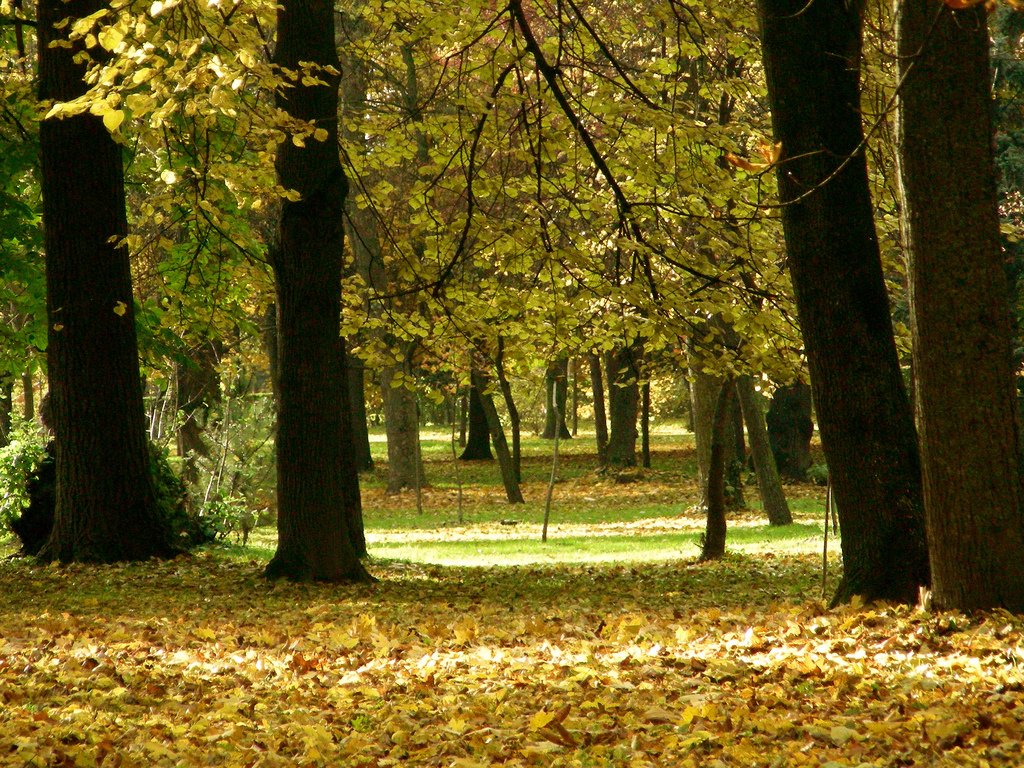
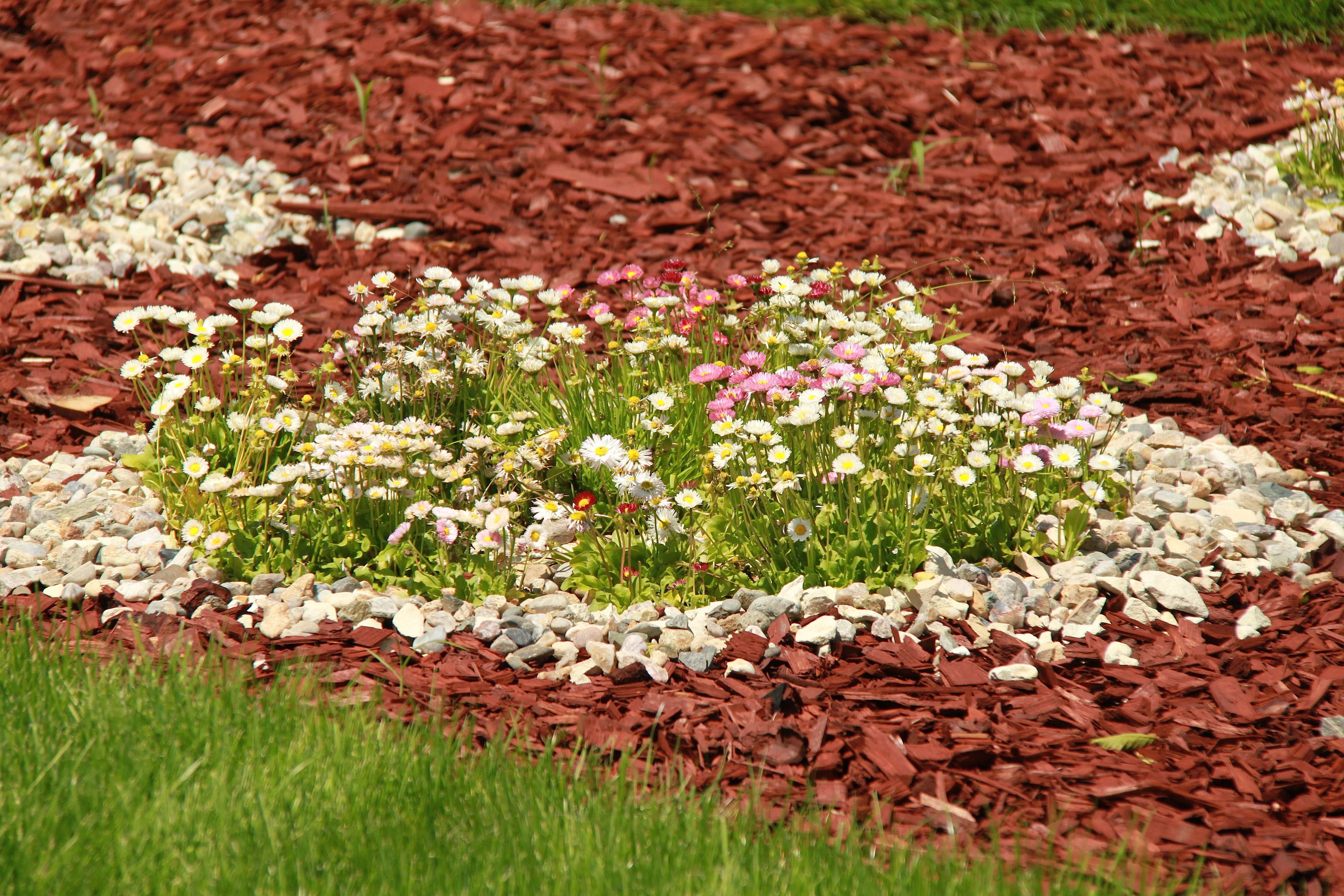
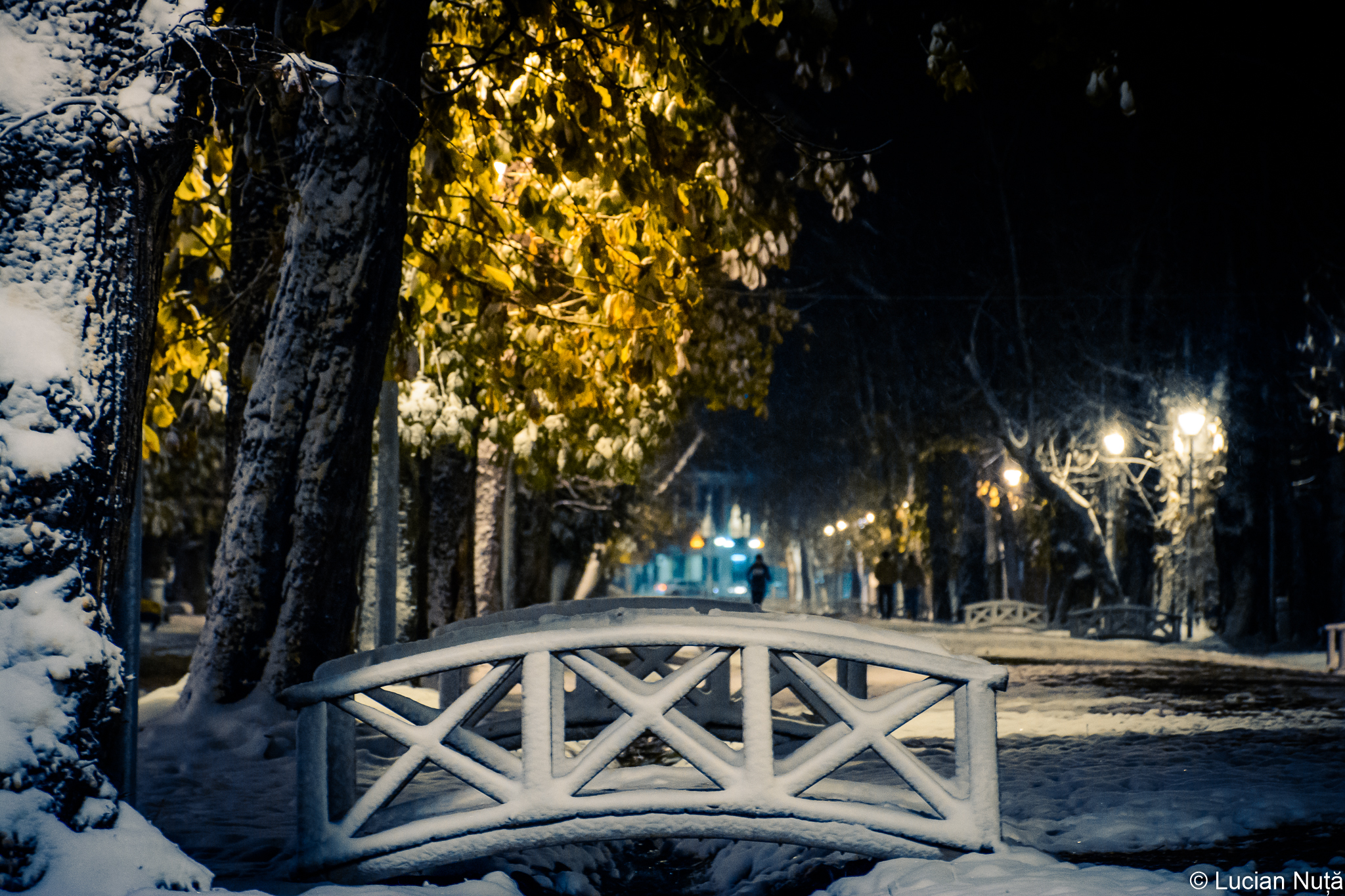